# Plantesygdomme
Plantesygdomme er de sygdomme, som rammer de dyrkede planter. Disse sydomme kan skyldes angreb af bakterier, svampe, virus eller MLO, men de kan også være fremkaldt af miljøpåvirkninger så som frost, tørke, skygge, konkurrence eller dårlige jordbundsforhold. Endelig må man regne dyrkningsfejl, forurening og andre menneskelige forhold med blandt årsagerne til plantesygdomme. Derimod regnes angreb af dyr (skadedyr) normalt ikke blandt sygdommene.
Plantesygdommenen kan inddeles på to måder: enten efter de angrebne plantearter eller efter skadegørerne. Det kan være en fordel for plantedyrkerne at få et overblik over samtlige de sygdomme, skader og angreb, som en bestemt plante kan lide af, men det kan på den anden side også være nyttigt at vide, hvilke plantearter en bestemt skadegører kan angribe og altså komme fra.

## Forebyggelse
I forholdet til plantesygdommene arbejder man på to planer. Dels søger man at forebygge, at det skal komme til et angreb, og dels søger man at bekæmpe eller afhjælpe den skadegører eller sygdomsårsag, der ligger bag plantens sygelighed. I forebygggelsen indgår hygiejniske **tiltag, der skal sikre, at sygdomskim ikke overføres til planterne under dyrkningsprocessen. Desuden indgår der kontrol og varsling af kommede angreb fra bestemte skadegørere og en systematisk fjernelse af planter, der kan virke som smittekilder. I de senere år har man desuden satset stærkt på opbyggelse af naturlig eller kunstig resistens hos økonomisk betydningsfulde plantearter.

## Bekæmpelse
Ofte svigter forebyggelsen dog helt eller delvist, og i så fald kan det komme på tale at bekæmpe skadegøreren. I den situation overvejer man nøje, om det er økonomisk forsvarligt at gøre det. Udgifterne til bekæmpelsesmidler, arbejdstid, slitage, drivmidler og skader på afgrøden må afvejes mod det forventede tab ved angrebet. På den måde kan man regne sig frem til en tærskelværdi for angrebet, som betyder, at man først sætter bekæmpelsen ind, når det udbyttetab, som er forårsaget af angrebet, har nået et omfang, der overstiger den økonomiske tærskel.
Først derefter kan man overveje, hvilken bekæmpelsesmetode der skal bruges, hvilke midler der skal anvendes og hvor koncentreret bekæmpelsen skal foretages. I valget af midler indgår overvejelser om midlernes akutte og langsigtede giftighed, nedbrydningstid for restkoncentrationer og risikoen for at skabe resistens hos skadegørerne. Desuden har prisen på midlerne naturligvis også en stor betydning, og det samme gælder hensynet til det omgivende miljø og den biodiversitet, man ønsker at opretholde.

### Karantæne
En sygdomsramt plante eller et sygdomsramt område af en vegetation kan isoleres fra de planter, som endnu ikke er angrebet. Enkeltplanter kan destrueres eller flyttes ind under forhold (f.eks. et væksthus eller et laboratorium), hvor man kan gå i gang med undersøgelser eller behandling af skadegøreren. En anden mulighed er at kontrollere menneskers rejser og aktivitet, sådan at man helt undgår at få indført skadegørende organismer (som et eksempel kan nævnes den australske karantæne- og inspektionstjeneste (AQIS). Her er lovgivningstiltag og håndhævelse af regelsæt afgørende for at opnå vedvarende effektivitet. I EU og i Danmark kan der kræves dokumentation for, at en plante, der kan medbringe alvorlige  skadegørere, ikke har disse skadegørere (det såkaldte ”plantepas”)

### Dyrkningsmetodik
I nogle samfund er jordbrug en levevis, som foregår under mindre forhold, og som udføres af folk, hvis kultur omfatter landbrugstraditioner, der rækker meget langt tilbage i tid. (Et eksempel på den slags traditioner kunne være den livslange træning i at dyrke afgrøder på kunstige terrasser, kyndighed i at forudse og udnytte særlige vejrforhold, gødskning, podning, frøbehandling og intensivt gartneribrug.) Når planter bliver overvåget meget nøje, giver det positive virkninger ikke bare på grund af den ekstra beskyttelse, men også i form af en større levedygtighed i al almindelighed. Selv om indsatsen er primitiv i betragtning af, at den er langt den mest arbejdskrævende metode, er den mere end tilstrækkelig, når blot den er gennemførlig eller effektiv.

### Planters modstandsdygtighed
I vore dage gør vidtrækkende udviklinger i landbruget det muligt for dyrkerne at vælge mellem systematisk krydsede arter, der sikrer deres afgrøder den størst mulige hårdførhed under de sygdomsvilkår, der gælder i en bestemt del af verden. Fremgangsmåderne inden for planteforædling er blevet gjort mere og mere effektive gennem flere hundrede år, men muligheden for genmanipulation har åbnet for en endnu mere præcis kontrol med afgrøders immunitet. Manipulation af planter til konsum kan dog være mindre lønsom, da det øgede udbytte ofte mødes med folkelig mistænksomhed og en negativ holdning til denne ”roden rundt i” naturen.

### Kemiske midler
Der er mange naturligt forekommende og syntetisk fremstillede stoffer, som kan anvendes til bekæmpelse af de førnævnte trusler. Metoden virker ved at fjerne de sygdomsfremkaldende organismer direkte eller ved at bremse spredningen af dem. Men man har konstateret, at det typisk har en alt for bred virkning til at være gavnligt i hele det lokale økosystem. Set fra en økonomisk synsvinkel må alle bortset fra de mest enkle, naturlige virkemidler gøre et produkt uegnet til at kunne kaldes ”økologisk”, og på den måde kan brugen af dem risikere at mindske afgrødens værdi.

### Biologisk bekæmpelse
Sædskifte kan være en effektiv fremgangsmåde, så man undgår, at en population af skadegørere bliver fast etableret. F.eks. vil en organisme, der skader en bladafgrøde, sulte, når afgrøden bliver udskiftet med rodfrugter osv. Der findes afgjort andre metoder til at underminere skadegørere uden at angribe dem direkte. Her kan nævnes brugen af naturlige fjender, eksempelvis brugen af rovmider mod spindemider eller dværgvagtler mod øresnudebiller.

### Integreret bekæmpelse (IPM)
Anvendelse af to eller flere metoder i kombination giver en bedre mulighed for at opnå den ønskede virkning.

### Lovregler
I EU og i Danmark er brugen af bekæmpelsesmidler underlagt kontrol gennem forskellige lovbestemmelser, som angiver retningslinjerne for brugen af disse midler. Ét eksempel på dette er den ’’Middeldatabase’’, som omfatter de tilladte, de ikke længere tilladte og de forbudte midler. Det hedder på basens hjemmeside:
| Citat | "Middeldatabasen indeholder oplysninger om de plantebeskyttelsesmidler (pesticider), der bliver eller har været anvendt i Danmark. Databasen vedligeholdes af SEGES P/S. Data er indhentet fra Miljøstyrelsen, kemikaliefirmaerne, Dansk Planteværn m.fl." | Citat |
|       | |       |

## Skadegørere

### Bakterier
Blandt de alvorlige bakteriesygdomme på planter kan nævnes
- Rodhalsgalle Agrobacterium tumefaciens
- Ildsot Erwinia amylovora
- Ringbakteriose Clavibacter michiganensis

### Svampe
Alvorlige svampesygdomme er
- Sæksvampe (Ascomycota)
  - Skimmel Fusarium spp.
  - Rodråd Thielaviopsis spp.
  - Visnesyge Verticillium spp.
  - Sneskimmel Microdochium nivale
  - Meldrøjer Claviceps purpurea
- Køllesvampe (Basidiomycota)
  - Tøndersvamp Fomes fomentarius) = Fyrsvamp
  - Ægte Hussvamp Serpula lacrymans
  - Kornets sortrust Puccinia graminis
- Ægsporealger Oophycae
  - Rodbrand Phytophthora spp. og Pythium spp.

### Virus
Eksempler på virusarter, der kan forårsage plantesygdomme er
- Comoviridae
  - Hindbærringpletvirus (= Raspberry ringspot virus (RRSV))
  - Tobakringpletvirus (= Tobacco ringspot virus (TRSV))
- Caulimoviridae
  - Blomkålmosaikvirus (= Cauliflower mosaic virus (CaMV))
  - Sojabønnemotlevirus (= Soybean chlorotic mottle virus (SbCMV))
- Potyviridae
  - Kartoffelvirus Y (= Potato virus Y (PVY))
  - Tulipanmosaikvirus (= Tulip breaking virus (TBV))

### MLO
MLO eller MykoplasmaLignende Organismer er egentlig bakterier uden fastcellevæg. De kan fremkalde sygdomme som f.eks.
- Grønne kronblade hos Jordbær (= MLO)
- Hindbærdværgsyge (= Rubus stunt MLO)

## Fysiogene sygdomsårsager
De såkaldte "fysiogene" sygdomsårsager er en hel række af ydre forhold, som kan skade planterne på kritiske tidspunkter i deres livsforløb. Det drejer sig om lynnedslag, frost (især barfrost), vind (stormfald, korn i leje), nedbør (hagl, isslag, slagregn og tøsne), oversvømmelse, tørke, skygge (konkurrence fra ukrudt), saltskader (overgødsking) og mangel på afgørende mineralske stoffer (kvælstofmangel, kaliummmangel, fosformangel, magnesiummangel m.fl.).

## Menneskeskabte årsager
Blandt de menneskeskabte årsager til sygelighed hos planterne kan nævnes "traktose" (= komprimeret jord), dyrkningsfejl (dårligt landmandskab, manglende uddannelse, svigtende omhu), forurening (luftforurening, jordforurening, pesticidskader) og fejl under høst, transport og lagring af afgrøderne samt vandalisme.